# Li Soo-nam
Lee Soo-nam (kor. 이수남, ur. 2 lutego 1927 w Seulu  – zm. 8 stycznia 1984) – południowokoreański piłkarz występujący podczas kariery na pozycji napastnika.

## Kariera klubowa
Lee podczas kariery piłkarskiej występował w Seoul Army Club.

## Kariera reprezentacyjna
W reprezentacji Korei Południowej Lee występował w latach 50..
W tym samym roku został powołany do kadry na mistrzostwa świata. Na mundialu w Szwajcarii wystąpił w przegranym 0-7 meczu z Turcją.